# Pavel Kafka
Pavel Kafka (* 25. května 1949 Znojmo) je český manažer, bývalý diplomat, viceprezident Podnikatelské rady pro udržitelný rozvoj, národní pobočky Světové podnikatelské rady pro udržitelný rozvoj (WBCSD). a čestný prezident České manažerské asociace (ČMA), jediného sdružení manažerů napříč obory a regiony v České republice, které propaguje nové trendy v managementu a manažerské osobnosti, přispívá k etice podnikání a rozvoji manažerských kompetencí. Byl také agentem StB, poté co v šestadvaceti letech podepsal spolupráci, mu bylo přiděleno krycí jméno Daxl. V Cibulkových seznamech je také veden jako důvěrník nebo tajný spolupracovník, krycí jména Pavel, David nebo Tisk, evidenční číslo 6 071.

## Vzdělání
Pavel Kafka je absolventem ekonomiky zahraničního obchodu na Vysoké ekonomické škole v Praze a hovoří plynně anglicky, německy a rusky.

## Manažerská kariéra
Od roku 1992 působil Pavel Kafka ve skupině SIEMENS Česká republika, kterou od roku 1994 řídil v pozici generálního ředitele následujících patnáct let, v současné době je členem konzultativního grémia předsedy představenstva koncernu SIEMENS v Německu.

## Členství v asociacích a radách
Pavel Kafka byl od roku 2011 prezidentem České manažerské asociace (ČMA), od června 2019 je čestným prezidentem ČMA. Od roku 2016 je viceprezidentem České podnikatelské rady pro udržitelný rozvoj CBCSD, národní pobočky Světové podnikatelské rady pro udržitelný rozvoj (WBCSD). V minulosti působil také jako viceprezident Svazu průmyslu a dopravy ČR, Česko-německé průmyslové a obchodní komory nebo Českomoravské elektrotechnické asociace. Do roku 2016 byl prezidentem České podnikatelské rady pro udržitelný rozvoj. Pavel Kafka byl také předsedou Fóra průmyslu a vysokých škol ČR, členem správní rady ČVUT a členem vědecké rady VŠE Praha. Je dosud členem správní rady VŠE Praha  a správní rady nadace J. A. Komenského PANGEA.

## Poradenská činnost
Od roku 2010 je odborným ekonomickým poradcem mnoha podniků, institucí a vlád.

## Ocenění
V roce 2005 byl Sdružením pro zahraniční investice AFI oceněn za mimořádný přínos pro rozvoj zahraničních investic v ČR a v roce 2006 se stal nositelem čestné vědecké hodnosti doctor honoris causa, udělované Vědeckou radou VŠE v Praze za významný praktický přínos rozvoje managementu. V tomtéž roce byl vyhlášen nejlepším „Manažerem roku 2005“.
Pavel Kafka je podruhé ženatý a má čtyři děti.